# I. Bartholomaiosz konstantinápolyi pátriárka
Bartholomaiosz konstantinápolyi pátriárka (görögül: Βαρθολομαίος, újgörög átírással: Vartoloméosz, magyar fordításában: Bertalan, született Δημήτριος Αρχοντώνης (Dimítriosz Arhondónisz), Imbros, 1940. február 29. –) ortodox keresztény pap, szerzetes, 1991 óta konstantinápolyi ökumenikus pátriárka. A történelem 269. konstantinápolyi pátriárkájaként tölti be hivatalát. 

## Élete
A Törökországhoz tartozó, de görögök lakta Imbrosz szigetén született. A középiskolát Isztambulban végezte el, majd teológiai diplomát és doktorátust szerzett. 1961 és 1963 között teljesítette kötelező katonai szolgálatát a török hadseregben. 1963. augusztus 13-án szentelték diakónussá.
Posztgraduális tanulmányait 1963 és 1968 között a Gregoriana Pápai Egyetemen folytatta, ahol egyházjogi doktorátust szerzett, közben a Bossey-i Ökumenikus Intézetben és a Müncheni Egyetemen is folytatott tanulmányokat. 1968-ban hazatért és a konstantinápolyi Hálki szeminárium Ortodox Teológiai Karának rektorhelyettese lett. 1969. október 19-én szentelték pappá.
1972-ben Demetriosz pátriárka kinevezte a Pátriárkai Iroda igazgatójának. 1973. december 25-én szentelték püspökké az anatóliai Philadelphia címzetes metropolitájaként, majd 1990-ben Khalkédóni metropolita lett.
Demetriosz pátriárka halálát követően választották meg konstantinápolyi ökumenikus pátriárkának 1991. október 22-én.
Bartholomaiosz négyszer járt Magyarországon: 2000-ben, 2017-ben; 2021-ben és 2023-ban. 2000-ben a Szent István-bazilika előtt, az ünnepi szentmise keretében hirdette ki azt a bullát, ami szerint Szent Istvánt a keleti egyházban is szentként tisztelik. A nagy egyházszakadás után, így közel ezer év után az első magyar király személyében újabb közös szentje van a katolikus és ortodox egyházaknak. 2021-ben letette a Budapesten épülő Dialógus Központ alapkövét és az 52. Nemzetközi Eucharisztikus Kongresszus alkalmával vendégként részt vett a Ferenc pápa által celebrált zárómisén is. Ez volt az első alkalom, hogy Magyarországon egyszerre volt jelen a nyugati és a keleti egyház vezetője.
2023. szeptember 20-25 között egy hosszabb, hatnapos látogatást tett Magyarországon, melynek során Pannonhalmát, Bakonybélt, valamint Budapestet kereste fel.
A leghosszabb ideig hivatalban levő ortodox egyházvezetők egyike.